# Григорян, Вардан Арамович
Вардан Арамович Григорян (21 сентября 1985) — российский футболист, игравший на позиции защитника.

## Карьера
Воспитанник астраханского клуба «Волгарь». Взрослую карьеру начал во втором составе «Волгаря» в первенстве КФК, где провёл два сезона (2002—2003), сыграв 75 матчей. С 2004 года в течение 10 лет выступал за другой профессиональный клуб из Астрахани — «Судостроитель», переименованный в 2008 году в ФК «Астрахань». В этом клубе был регулярным игроком основы, проведя за это время более 250 матчей во втором дивизионе России.
В начале 2014 года перешёл в армянский клуб «Алашкерт». Дебютный матч в высшей лиге Армении сыграл 2 марта 2014 года против «Улисса», заменив на 24-й минуте Ованеса Григоряна. Всего в весенней части сезона 2013/14 принял участие в 9 матчах высшей лиги. В следующем сезоне вышел на поле только один раз. Также выступал за второй состав «Алашкерта» в первом дивизионе.
После возвращения в Россию провёл ещё один сезон за «Астрахань». В общей сложности за астраханский клуб сыграл 281 матч в первенствах России, забив 16 голов, также сыграл 12 матчей в Кубках России. Является рекордсменом «Астрахани» по числу проведённых матчей за всю историю.